# 默基特希臘禮天主教埃及暨蘇丹宗主教直轄區
默基特希臘禮天主教亞歷山大總教區（拉丁語：Archieparchia Alexandrina Melchitarum），即埃及暨蘇丹宗主教直轄區，是埃及一個東儀天主教名譽總教區（默基特希臘禮），直屬安提約基雅宗主教區。
1772年設宗主教署理區，負責牧養埃及和蘇丹的信友。1838年升為名譽總教區。2005年有十四名司鐸、十八個堂區、6,500名教友。現任教區副主教為喬治·巴克爾。

## 外部連結
- PATRIARCHAL SEE OF ALEXANDRIA - CAIRO, ALEXANDRIA AND SUDAN
- Beschreibung auf catholic-hierarchy.org (englisch) （页面存档备份，存于）
- Apostolische Nachfolge - Afrika